# Chastel
Chastel (okzitanisch gleichlautend) ist eine französische Gemeinde mit 116 Einwohnern (Stand: 1. Januar 2022) im Département Haute-Loire in der Region Auvergne-Rhône-Alpes (vor 2016 Auvergne); sie gehört zum Arrondissement Brioude und ist Teil des Kantons Pays de Lafayette.

## Geographie
Chastel liegt etwa 44 Kilometer westnordwestlich von Le Puy-en-Velay am Fluss Cronce. Umgeben wird Chastel von den Nachbargemeinden Chazelles im Norden, Cronce im Osten und Nordosten, Pinols im Osten und Südosten, Clavières im Süden, Védrines-Saint-Loup im Westen, Soulages im Westen und Nordwesten sowie Rageade im Nordwesten.

## Weblinks

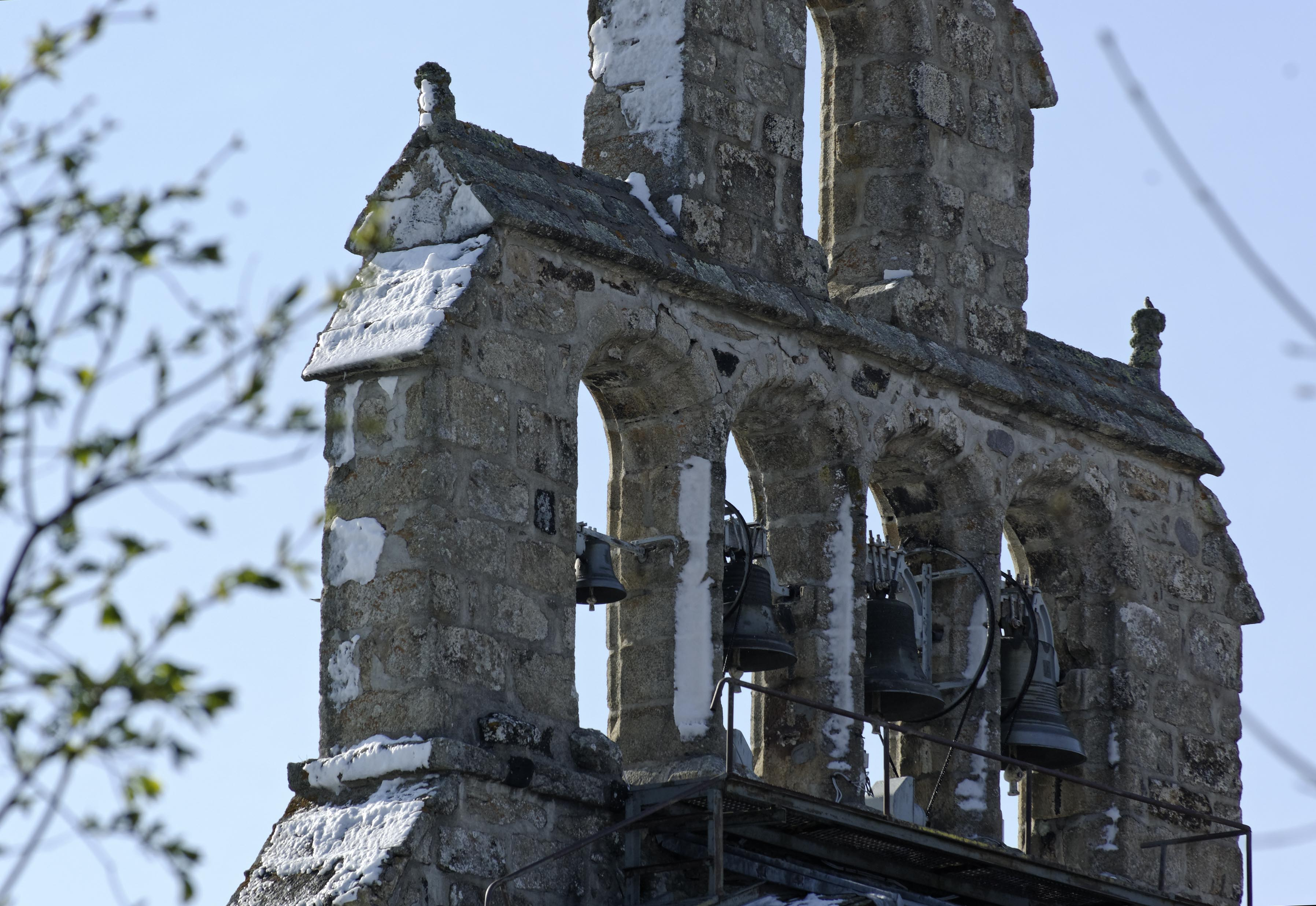
Glockengiebel der Kirche Saint-Pierre

## Bevölkerungsentwicklung
| Jahr                       | 1962 | 1968 | 1975 | 1982 | 1990 | 1999 | 2006 | 2017 |
| Einwohner                  | 345  | 347  | 320  | 274  | 216  | 162  | 133  | 129  |
| Quellen: Cassini und INSEE |      |      |      |      |      |      |      |      |

## Sehenswürdigkeiten
- Kirche Saint-Pierre
- Schloss La Valette